# Jorge de Meneses

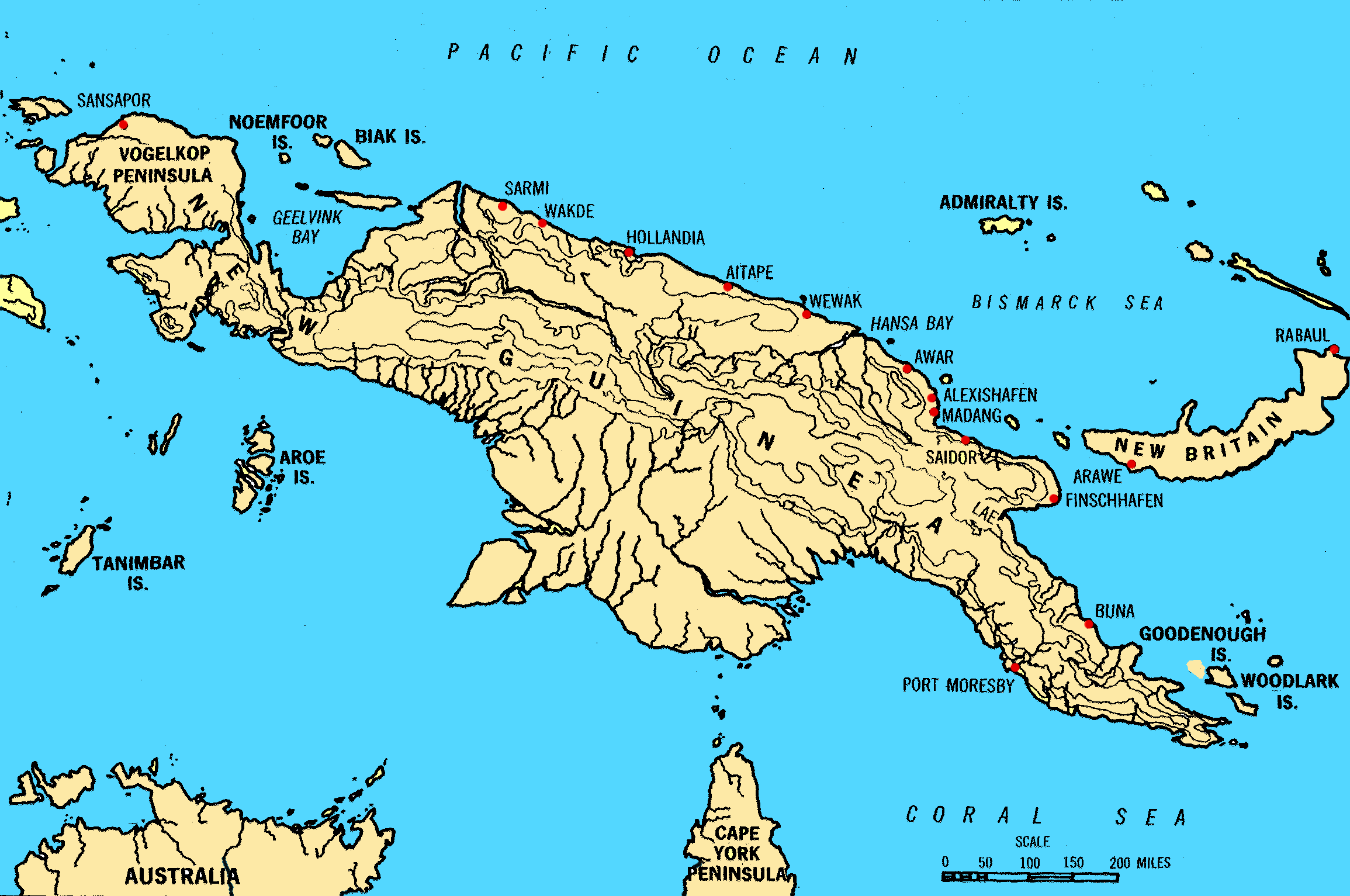
Mapa Nové Guineje. Vlevo je poloostrov Vogelkop, který Jorge de Menezes objevil.

Jorge de Menezes (cca 1498,? Portugalsko – 1537,?) byl portugalský mořeplavec a guvernér ostrova Ternate na Molukách.
V roce 1526 při plavbě na Moluky byl zahnán monzunem k severozápadnímu pobřeží ostrova Waigeo, který je dnes součástí Indonésie. Poté se dostal až k pobřeží Nové Guineje, na poloostrov Vogelkop. Byl prvním Evropanem, který se k tomuto území dostal. Hlavní ostrov nazval Ostrov Papuánců (Ilha dos Papuas) a tak dal základ k pozdějšímu názvu Papua.